# Action populaire nationale d'Alsace
L'Action populaire nationale d'Alsace (APNA) est un ancien parti politique français de la Troisième République basé en Alsace. Créé le 17 décembre 1928 par des dissidents de l'Union populaire républicaine, il est situé à droite sur l'échiquier politique et se réclame du catholicisme. L'APNA est actif jusqu'en 1935.

## Histoire
Premièrement un courant de l'Union populaire républicaine (auparavant Union populaire républicaine nationale d'Alsace) opposé à la position autonomiste du parti, l'Action populaire nationale d'Alsace est fondée le 17 décembre 1928, après que ses membres ont quitté l'UPR le 3 novembre. Louis Bockel, conseiller général du Haut-Rhin, Joseph Pfleger, Alfred Oberkirch, Joseph Weydmann, députés, Robert Bourgeois, Sébastien Gegauff et Jean de Leusse, sénateurs, participent à sa création. Le nouveau parti reçoit le soutien financier de Raymond Poincaré et la bénédiction de l'évêque,. Il se définit comme un parti à l'ambition nationale, même si régional, et anticommuniste. À l'Assemblée nationale, les élus de l'APNA intègrent le groupe Union républicaine et démocratique.
Pfleger est député jusqu'en 1929, puis sénateur de 1929 à 1935. Weydmann quitte son poste en 1932 et Gegauff en 1935. Bourgois lui ne se représente pas en 1936. Oberkich conserve son mandat de député jusqu'en 1940. Joseph Rey, futur député du Mouvement républicain populaire lors de la IVe République, fut membre de l'Action populaire nationale.
En 1935, les membres de l'APNA réintègrent l'Union populaire républicaine, avant que celui-ci ne fusionne avec le Mouvement républicain populaire onze ans plus tard.
L'Action populaire nationale se fond par la suite dans le parti libéral et conservateur Fédération républicaine.

## Direction
Sébastien Gegauff est le président de l'Action populaire nationale d'Alsace.
Louis Bockel est nommé vice-président de la Fédération Action populaire nationale d'Alsace du Haut-Rhin en 1930.